# Dartaye Ruffin
Dartaye Thomas Ruffin (Stoughton, 22 marzo 1991) è un cestista statunitense.